# Julia Bartet
Julia Bartet, detta "la Divina", pseudonimo di Julie Jeanne Regnault (Parigi, 28 ottobre 1854 – 18 novembre 1941), è stata un'attrice francese.

## Biografia

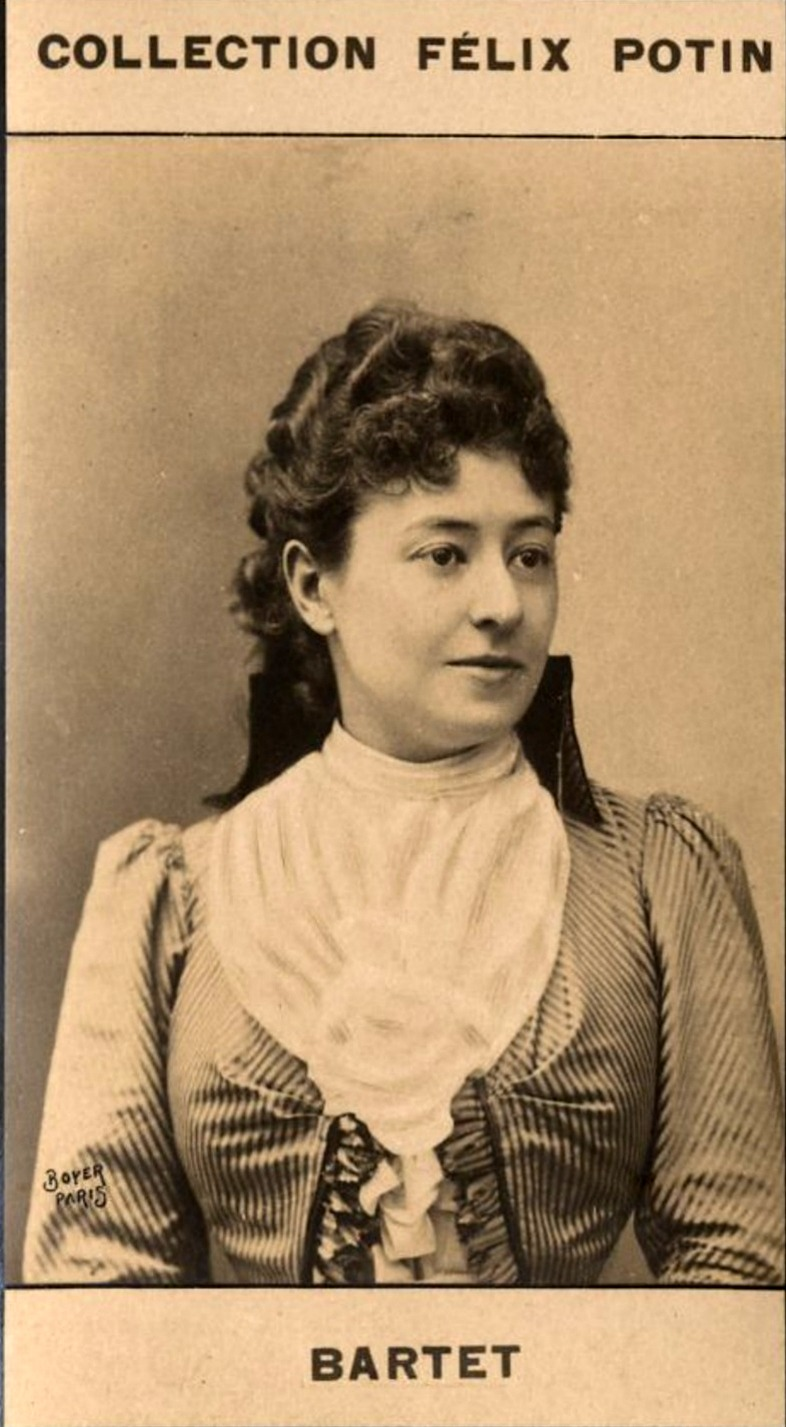
Julia Bartet

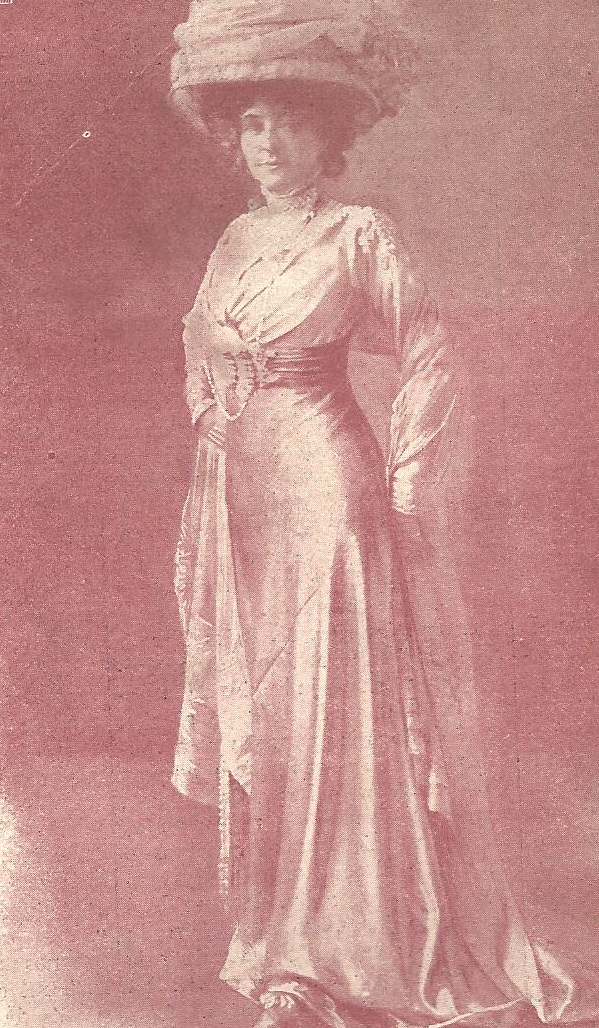
Julia Bartet

Julia Bartet nacque il 28 ottobre 1854 a Parigi.
Julia Bartet studiò al Conservatoire national supérieur d'art dramatique di Parigi, dopo di che nel 1872  incominciò una brillante carriera al Vaudeville e la sua esibizione di Madame Bellamy ne L'Oncle Sam di Victorien Sardou nel 1873 le assicurò un posto nella compagnia. Interprete dotata di stile e finezza, la maggior parte dei suoi ruoli erano del genere tragico e commedia; nel 1979 entrò nella Comédie-Française, e un anno dopo ne diventò Sociétaires.
Grande interprete di Jean Racine, Julia Bartet è, assieme a Sarah Bernhardt, Réjane ed altre celebri attrici della Comédie-Française, uno dei modelli cui Marcel Proust si ispirò per il personaggio della Berma.
Succeduta a Sarah Bernhardt nella parte della regina in Ruy Blas, ne diede un'interpretazione opposta, proponendo una recitazione dimessa e tutta interiore.
Le sue interpretazioni più elogiate risultarono Andromaca, Francillon, Alcmena in Amphitryon e Silvia ne Il gioco dell'amore e del caso.
Le fu assegnata la Legion d'onore al grado di cavaliere nel 1906.
Si esibì anche all'estero, quando nel 1908 effettuò una tournée in Inghilterra.
Come attrice cinematografica diventò nota per le sue interpretazioni in Louis XI (1909) e Rival de son père (1909).
Nel 1919, all'età di sessantacinque anni, abbandonò la Comédie-Française interpretando  Bérénice di Racine. Ritiratasi dal palcoscenico, si dedicò alla pittura.
Nel 1920, fu promossa al grado di ufficiale della Legion d'Onore.
Julia Bartet morì il 18 novembre 1941 a Parigi.

## Teatro
- L'improvvisazione di Versailles (L'impromptu de Versailles), di Molière (1880);
- Ifigenia (Iphigénie), di Racine (1880);
- Le intellettuali (Les Femmes savantes), di Molière (1888);
- La scuola dei mariti (L'École des maris), di Molière (1889);
- Il gioco dell'amore e del caso (Le jeu de l'amour et du hasard), di Pierre de Marivaux (1891);
- Antigone, di Sofocle (1893);
- Berenice (Bérénice), di Racine (1893);
- Andromaca (Andromaque), di Racine (1900);
- Amphitryon, di Molière (1901);
- Le Foyer, di Octave Mirbeau (1908);
- Macbeth, di William Shakespeare (1914).